# Sanne Samina Hanssen
Sanne Samina Hanssen (Kessel-Eik, 2 augustus 1988) is een Nederlandse actrice en zangeres.

## Biografie
Hanssen studeerde van 2011 tot en met 2015 aan de Toneelacademie Maastricht.
Van 2009 tot 2011 speelde ze mee in de Nickelodeon-serie Het Huis Anubis en de Vijf van het Magische Zwaard.
Tussen 2014 en 2020 speelde ze in verschillende voorstellingen van Toneelhuis in Antwerpen.
In 2018-2020 speelde ze mee in de tv-reeks Zie mij graag op de Vlaamse zender Eén, waarin ze de rol van Sien vertolkte. Voor die rol sprak ze Vlaams.
In 2019 was ze te zien als Maria in de speelfilm De Liefhebbers. Hier speelde ze samen met Beppie Melissen, Jeroen Krabbé, Hadewych Minis, Guy Clemens en Theo Maassen een gezin dat ontdekt dat de pater familias aan alzheimer lijdt.
In 2020 is ze te zien de Netflix-serie Undercover. In 2022 is ze ook te zien in de Vlaamse reeks Twee Zomers.
In 2020 was Hansen genomineerd voor de Colombina voor haar rol als Harper in Angels in America van Toneelhuis en Olympique Dramatique.
Ook startte de televisieserie Vliegende Hollanders in oktober 2020 op de NPO1, waarin Hanssen een van de hoofdrollen speelt als Suze Plesman.
Naast het acteerwerk heeft ze tussen 2006 en 2008 de programma's Kinjerkraom (Kinderkraam) en KresjTV bij de provinciale publieke omroep L1 in Limburg gepresenteerd.

## Single
- De Vijf Zintuigen (2010) de titelsong van Het Huis Anubis en de Vijf van het Magische Zwaard.